# Nils Svensson (1600–1669)
Nils Svensson, född 1 november 1600 i Jönköping, död 15 december 1669 i Uppsala församling, Uppsala län, var en svensk borgmästare.

## Biografi
Nils Svensson föddes 1600 i Jönköping. Han var son till Sven Toresson och Helena Jönsdotter. Nils Svensson blev 1627 kronobefallningsman i Östergötland och 9 maj 1650 borgmästare i Uppsala stad, med kunglig fullmakt 23 december 1651. Han avled 1669 i Uppsala och begravdes 2 januari 1670 i Uppsala domkyrka. En gravsten med latinsk påskrift till domkyrkan bekostades av sonen Johan Bergenhielm.

### Familj
Nils Svensson gifte sig i april 1628 med Maria Jakobsdotter (1602–1678), dotter till livkirurgen Jakob Melchersson hos kungarna Sigismund och Karl IX och Majken Bökman. De fick tillsammans barnen hovkanslern Johan Bergenhielm (1629–1704) och kanslirådet Göran Bergenhielm (1644–1738).